# Excelia Business School
Die Excelia Business School (franz.: École supérieure de commerce de La Rochelle, früher La Rochelle Business School) ist eine Grande École de Commerce, d. h. eine der hochselektiven französischen Handelshochschulen auf Universitätsniveau. Die Gründung erfolgte 1988 in La Rochelle, der Hauptstadt des Departments Charente-Maritime, im Universitätsviertel „Les Minimes“. Die Excelia Business School ist Einrichtung der Hochschulgruppe Sup de Co La Rochelle, welche sich im Herbst 2018 in „Excelia Group La Rochelle“ und 2020 „Excelia“ umbenannt hat.
Mit Wirkung vom 1. September 2016 hält die Excelia zudem einen Mehrheitsanteil an der Handelshochschule ESCEM von Tours, Orléans und Poitiers. 2020 wurden die ESCEM völlig in der Excelia integriert und umfirmiert.
Die Excelia Group ist die Holding für die Excelia Business School, die Excelia Tourism School, die Excelia Digital School, die Excelia Academy und die Excelia Executive Education.
Excelia unterhält je einen Campus in La Rochelle, Tours, Orléans und Paris. Weitere Lehrstandorte befinden sich in Niort, Rochefort, Angoulême, Cognac. Je ein assoziierter Campus befindet sich in New Rochelle im Staat New York und Peking in China.
Die Excelia hat 5.000 Studenten und ca. 40.000 Absolventen.

## Profil und Akkreditierungen
Die Excelia Business School ist Mitglied der Conférence des grandes écoles. Seit 2011 ist die Handelshochschule EFMD-EPAS akkreditiert. Die Akkreditierung durch die AACSB erfolgte 2013.
Seit 2020 ist die Excelia Business School mit der sogenannten Triple Crown ausgezeichnet. Die Hochschule gehört somit zu den 1 % aller Wirtschaftshochschulen weltweit, welche dreifach (AACSB, EQUIS, und AMBA) akkreditiert sind.

## Rankings
Excelia Business School wurde 2014 erstmals ins Financial Times Ranking der Europäischen Business Schools aufgenommen (Rang 76). 2023 rangierte die Handelshochschule auf Platz 54. Der Excelia Business School Master in Management rangierte im gleichen Jahr auf Platz 33.
Im nationalen Ranking des L'Etudiant belegt Excelia Business School den 11. Platz unter den 37 rangwürdigen der ca. 200 Wirtschaftshochschulen Frankreichs.

## Studienprogramme

### Doctorate in Business Administration
Beim "Doctorate in Business Administration" (DBA) handelt es sich um ein dreijähriges Studienprogramm für Manager mit Berufserfahrung. Zulassungsvoraussetzung ist ein Master in Business Administration oder ein vergleichbarer Master-Abschluss sowie umfassende und einschlägige Berufserfahrung.

### Programme Grande École
Das Programme Grande École ist das selektivste Programm an der Excelia Business School. Aufgenommen wird nur, wer sich im landesweiten Concours (Auswahlverfahren) durchgesetzt hat. Jeder Student verbringt 6–12 Monate an einer der Partneruniversitäten (siehe unten).

### Bachelor Programs
- Bachelor in International Business: 4-jähriges Programm im Anschluss an das französische oder internationale Abitur, welches zwei Studienjahre im Ausland beinhaltet, wobei die Möglichkeit zu Doppeldiplom-Abschlüssen besteht (Studium auf Englisch und Französisch möglich).
- Bachelor in Business: 3-jähriges Programm im Anschluss an das französische oder internationale Abitur (Studium auf Französisch).
- Bachelor in Management of Tourism: 3-jähriges Programm im Anschluss an das französische oder internationale Abitur, welches auf eine Laufbahn in der Tourismusbranche vorbereitet (Studium auf Englisch und Französisch möglich).

Seit 1999 bietet die Handelshochschule zudem zwei MBA Profile an:

### Spezialisierte MBAs
- Environment and Sustainable Development Strategy
- Internationalisation and Audit/Consulting
- Bank and Customer Relationship Management
- Premium and Luxury Products Marketing
- International Corporate Strategy
- Purchasing and Supply Chain Management
- Event Management Organisation
- Applied Industrial Management

### MBA Tourism and Services
- Touristic Destination Management
- Hospitality Management
- Sport Management

## Partneruniversitäten (Auswahl)
Internationale Austauschprogramme und Doppelabschlüsse sind mit Universitäten weltweit möglich.
- Alpen-Adria University Klagenfurt, Austria
- University of Economics in Prague, Czech Republic
- University of Southern Denmark, Denmark
- University of Bamberg, Germany
- Athens University of Economics and Business, Greece
- National University of Ireland, Ireland
- University of Limerick, Ireland
- LUISS Business School, Italy
- Gdansk University of Technology, Poland
- Warsaw School of Tourism and Hospitality Management, Poland
- Lomonosov State University Moscow, Russia
- University of Granada, Spain
- Linnaeus University, Sweden
- Plymouth University, UK

## Internationales Profil
Excelia Business School nimmt seit 2008 auch internationale, englischsprachige Studenten auf. Aktuell studieren an der Excelia Business School 1250 internationale Studenten aus mehr als 80 Ländern.

## Alumni-Netzwerk
Das Alumni-Netzwerk der Excelia Business School umfasst über 40.000 Führungskräfte in 150 Ländern.